# Хименес, Хайро
Хайро Хосет Хименес Роблес (исп. Jairo Joseth Jiménez Robles; род. 7 января 1993, Панама, Панама) — панамский футболист, полузащитник клуба «Спортинг Сан-Мигелито». Выступал в сборной Панамы.

## Клубная карьера
Хименес начал карьеру в клубе «Чоррильо». 29 января 2010 года в матче против «Атлетико Верагюэнсе» он дебютировал в чемпионате Панамы. Летом 2013 года Хайро перешёл в испанский «Эльче B». 29 сентября в поединке против «Прата» он дебютировал в Сегунде B. 5 октября в матче против дублёров «Эспаньола» Хименес забил свой первый гол за новую команду. За основную команду «Эльче» Хименес не играл.
В начале 2017 года Хайро вернулся в «Чоррильо». Летом того же года Хименес присоединился к португальскому клубу «Варзин». В матче против «Жил Висенте» он дебютировал в Сегунда лиге. 23 августа в матче с «Бенфикой Б» игрок провёл на поле 16 минут и получил травму.

## Международная карьера
В 2011 году в составе молодёжной сборной Панамы Хименес принял участие в молодёжном чемпионате КОНКАКАФ в Гватемале. На турнире он сыграл в матчах против команд США, Суринама, Гондураса и Гватемалы. В том же году Хайро принял участие в молодёжном чемпионате мира в Колумбии. На турнире он сыграл в поединке против Австрии.
В 2013 году в составе Хименес во второй раз принял участие в молодёжном чемпионате КОНКАКАФ. На турнире он сыграл в матче против команды Сальвадора, Пуэрто-Рико и Ямайки. В поединках против сальвадорцев и ямайцев Хименес забил два гола.
1 июня того же года в товарищеском матче против сборной Перу Хайро дебютировал за сборную Панамы. В 2013 году Хименес помог сборной выйти в финал Золотого кубка КОНКАКАФ. На турнире он сыграл в матчах против сборных Мартиники, США, Кубы, Канады и сборных Мексики. В поединке против кубинцев Хайро забил свой первый гол за национальную команду.
В том же году Хименес также в составе олимпийской сборной принял участие Панамериканских играх в Канаде. На турнире он сыграл в матчах против Перу, Канады, Бразилии и Мексики.

### Голы за сборную Панамы
| #   | Дата         | Место                       | Противник | Счёт | Результат | Соревнование                |
| --- | ------------ | --------------------------- | --------- | ---- | --------- | --------------------------- |
| 01. | 20 июля 2013 | Джорджия Доум, Атланта, США | Куба      | 5:1  | 6:1       | Золотой кубок КОНКАКАФ 2013 |

## Достижения
Международные
 Панама
- Золотой кубок КОНКАКАФ — 2013